# Гассет, Педро
Пе́дро Гассе́т Парри́лья (исп. Pedro Gasset Parrilla, кат. Pere Gasset i Parrilla; 22 июля 1924, Тарраса, Каталония — 12 августа 2012, Тарраса, Каталония) — испанский хоккеист на траве, нападающий. Участник летних Олимпийских игр 1948 года.

## Биография
Педро Гассет родился 22 июля 1924 года в испанском городе Тарраса.
Играл в хоккей на траве за «Атлетик» из Таррасы. Восемь раз выиграл чемпионат Испании (1943, 1945—1946, 1948—1951, 1955), двенадцать раз — чемпионат Каталонии (1942—1950, 1952—1953, 1956).
В 1948 году вошёл в состав сборной Испании по хоккею на траве на летних Олимпийских играх в Лондоне, поделившей 10-12-е места. Играл на позиции нападающего, провёл 3 матча, забил 2 мяча (по одному в ворота сборных Аргентины и Австрии).
В 1955 году завоевал золотую медаль хоккейного турнира Средиземноморских игр в Барселоне.
Награждён двумя медалями за спортивные заслуги: одна от Государственной спортивной делегации, другая — серебряная от городского совета Таррасы (1969).
Умер 12 августа 2012 года в Таррасе.